# Панин, Виктор Евгеньевич (физик)
Ви́ктор Евге́ньевич Па́нин (10 ноября 1930 — 25 сентября 2020, Томск) — советский и российский учёный-физик, специалист в области физики и механики деформируемого твёрдого тела, физического материаловедения. Академик РАН (АН СССР с 1987) и её советник. В 1984—2002 гг. глава Института физики прочности и материаловедения СО РАН, его основатель. Доктор физико-математических наук, профессор Томского государственного университета.

## Биография
Родился в семье служащих. Детство и юность прошли в Тобольске, где он окончил ср. школу № 1 в 1947 году.
В 1952 году окончил с отличием физический факультет ТГУ. Ученик профессора М. А. Большаниной. Кандидатская диссертация (физ.-мат. наук) была написана на тему «Влияние трения в торцах на механические свойства и поглощение энергии при сжатии» (1955). Докторская диссертация (физ.-мат. наук) была посвящена теме «Процессы превращений и основные факторы упрочнения в ряде твердых растворов на основе меди» (1967).

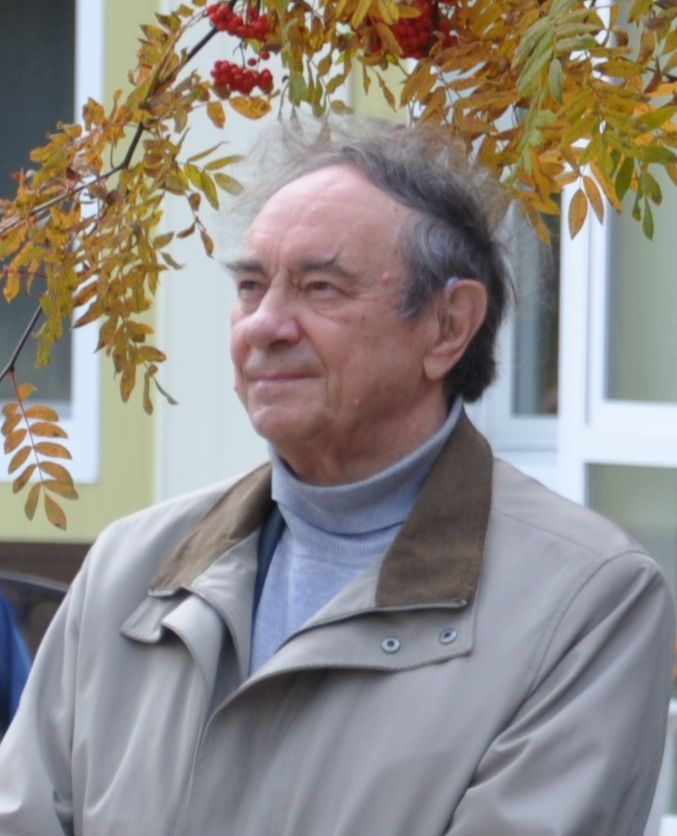
на 25-ти летии Института физики прочности и материаловедения СО РАН

С 1955 года работал в СФТИ при ТГУ, где с 1959 года старший научный сотрудник, с 1969 года заведующий отделом физики металлов.
- С 1979 — руководитель отдела физики твердого тела и материаловедения в Институте оптики атмосферы СО АН СССР и по 1984 заместитель директора этого института[5].
- В 1984 — основатель Института физики прочности и материаловедения СО РАН. Возглавлял его с 1984 по 2002 год, затем научный руководитель института.
- С 2002 и до конца жизни — советник РАН, заведующий лабораторией физической мезомеханики и неразрушающих методов контроля Института физики прочности и материаловедения СО РАН[5].

Преподавал в ТГУ (профессор по совместительству) — в 1969—1970, 1979—1980 годах на кафедре физики твердого тела, в 1974—1975 на кафедре экспериментальной физики. С 1997 года консультант на кафедре физики металлов. Заведующий кафедрой материаловедения в машиностроении Национального исследовательского Томского политехнического университета.
Под руководством академика Панина создана и развивается физическая мезомеханика материалов, объединяющая физическое материаловедение, механику сплошной среды на макроуровне и физику пластической деформации на микроуровне. В рамках этого направления развиты новые методы компьютерного конструирования материалов и технологий их получения. Глубокие идеи мезомеханики нашли отражение в новых подходах к прогнозированию землетрясений, когда в качестве среднесрочного предвестника принимается мезоструктура очаговой области.
Академик АН СССР (1987, член-корр. с 1981).
Иностранный член НАН Беларуси (1999) и Украины (2009).

## Награды
- медаль «За доблестный труд» (1970 г.),
- два ордена Трудового Красного Знамени (1981, 1986 гг.),
- орден «За заслуги перед Отечеством» IV степени (1998 г.),
- Лауреат премии имени академика В. А. Коптюга НАН Беларуси (2002).
- медаль ордена «За заслуги перед Отечеством» I степени (2007)[8],
- знак отличия «За заслуги перед Томской областью» (2005),
- почётный серебряный орден «Общественное признание».
- Почётный гражданин города Томска (2000)[5].

## Основные работы

### Книги и брошюры
- Структура и механические свойства твердых растворов замещения / В. Е. Панин, Е. Ф. Дударев, Л. С. Бушнев. — Москва : Металлургия, 1971. — 205 с. : ил.; 20 см.
- Теория фаз в сплавах / В. Е. Панин, Ю. А. Хон, И. И. Наумов и др. ; отв. ред. А. А. Кацнельсон. — Новосибирск : Наука : Сибирское отд-ние, 1984. — 223 с. : ил.; 20 см.
- Структурные уровни деформации твёрдых тел / В. Е. Панин, В. А. Лихачёв, Ю. В. Гриняев; Отв. ред. Н. Н. Яненко. — Новосибирск : Наука : Сиб. отд-ние, 1985. — 229 с. : 12 л. ил.; 22 см.
- К описанию быстрых механических процессов в твердых телах / В. Е. Панин, Г. Л. Бухбиндер, В. Е. Егорушкин. — Томск : ТФ СО АН СССР, 1986. — 23 с. : граф.; 20 см. — (Препринт. АН СССР, Сиб. отд-ние, Том. фил.; N6).
- Структурные уровни пластической деформации и разрушения / В. Е. Панин, Ю. В. Гриняев, В. И. Данилов и др.; Отв. ред. В. Е. Панин; АН СССР, Сиб. отд-ние, Ин-т физики прочности и материаловедения. — Новосибирск : Наука : Сиб. отд-ние, 1990. — 251,[3] с., [12] л. ил. : ил.; 22 см; ISBN 5-02-029308-3
- Физическая мезомеханика и компьютерное конструирование материалов = Physical mesomechanics and computer-aided design of materials : В 2 т. / [В. Е. Панин, В. Е. Егорушкин, П. В. Макаров и др.] ; Отв. ред. В. Е. Панин; [Рос. АН, Сиб. отд-ние, Ин-т физики прочности и материаловедения]. - Новосибирск : Сиб. изд. фирма, 1995-. - Т. 1. - Новосибирск : Наука : Сиб. изд. фирма, 1995. - 297 с. - ISBN 5-02-030840-4 - Т. 2. - Новосибирск: Наука : Сиб. изд. фирма, 1995. - 317 с. - ISBN 5-02-030841-2
- Наноструктурирование поверхностных слоев конструкционных материалов и нанесение наноструктурных покрытий: учеб. пособие для студ. ВУЗов … по направл. … 150600 «Материаловедение и технология новых материалов» / В. Е. Панин, В. П. Сергеев, А. В. Панин ; Минобрнауки РФ, ГОУ ВПО «Нац. исслед. Томский политехнический ун-т». — Томск : Изд-во Томского политехнического ун-та, 2010. — 253 с. : ил., табл.; 21 см; ISBN 978-5-98298-734-1
  - 2-е изд. — Томск : Изд-во Томского политехнического ун-та, 2013. — 253 с. : ил., табл.; 21 см; ISBN 978-5-4387-0264-1

### Избранные статьи
- Панин В. Е., Слосман А. И., Антипина Н. А. Мезомеханика поверхностно упрочненных материалов // Известия Томского политехнического университета [Известия ТПУ]. — 2003. — Т. 306, № 1. — С. 30—36.
- Панин С. В., Юссиф С. К., Овечкин Б. Б., Сергеев В. П., Власов И. В., Панин В. Е. Проблемы разрушения поверхностно упрочненных материалов с различной геометрией границы раздела «покрытие-основа» // Известия Томского политехнического университета [Известия ТПУ]. — 2011. — Т. 319, № 2: Математика и механика. Физика. — С. 50—57.
- Смирнова А. С., Почивалов Ю. И., Панин В. Е. Влияние наноструктурирования поверхностных слоев на усталостную долговечность конструкционной стали 09Г2С // Материалы и технологии новых поколений в современном материаловедении: сборник трудов конференции. — Томск: Изд-во ТПУ, 2015. — С. 64—68.